# Kernenergie in Spanien

Nuklearanlagen in Spanien

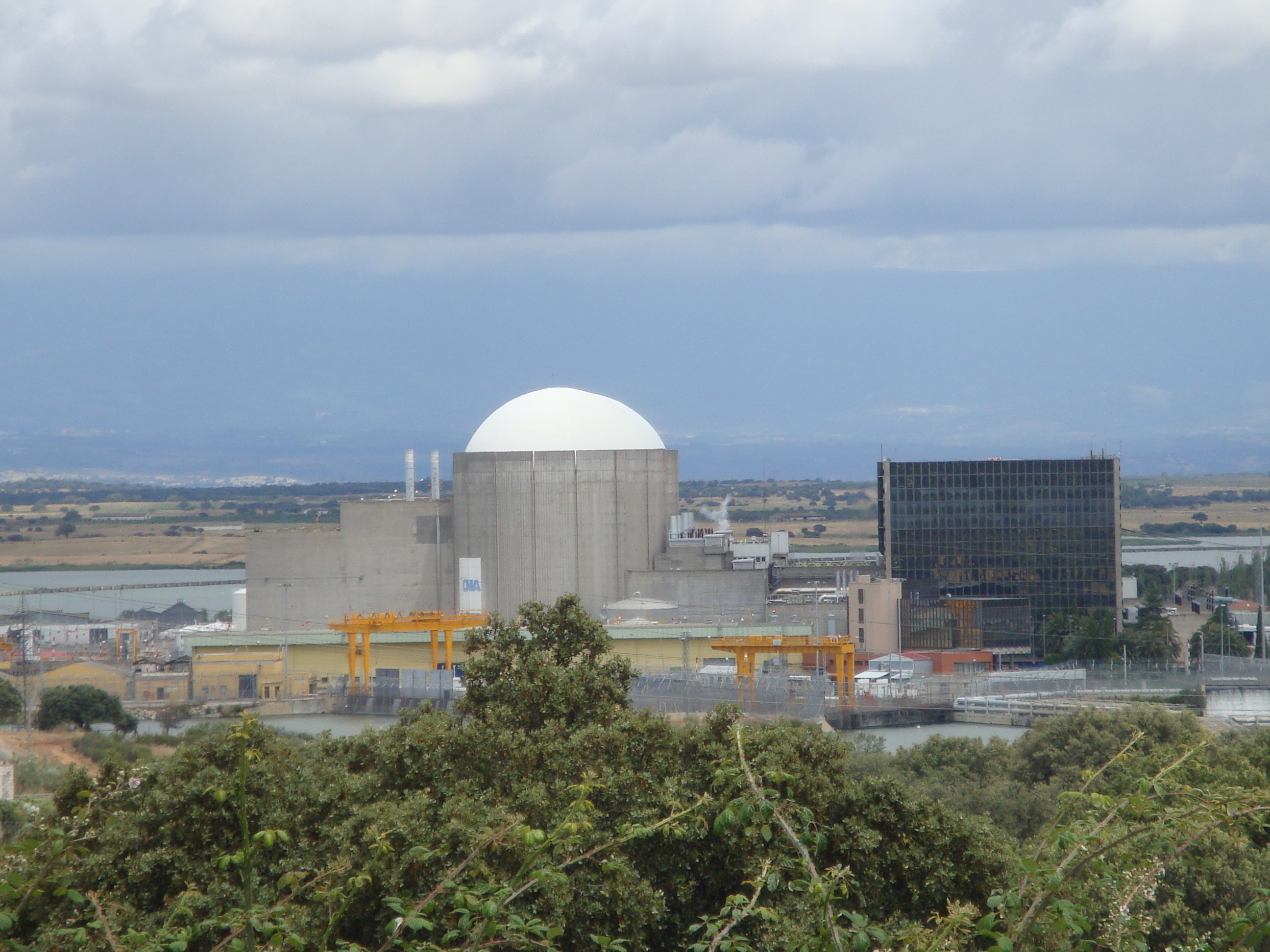
Kernkraftwerk Almaraz

Die Kernenergie in Spanien ist neben Energie aus Wind und Erdgas einer der wichtigsten Stromerzeuger des Landes. Im Jahr 2022 stellte sie rund 21,5 % der Stromproduktion, 2011 waren es 20 %, 2021 20,8 %. Mit Stand Januar 2023 werden in Spanien an 5 Standorten 7 Reaktorblöcke mit einer installierten Nettoleistung von zusammen 7123 MW betrieben. Der erste kommerziell genutzte Reaktorblock ging 1968 in Betrieb. Darüber hinaus gibt es einen vom Netz genommenen Reaktor, Garoña, und zwei im Rückbau (Vandellós I und José Cabrera-Zorita).
Eine Fabrik zur Herstellung des nuklearen Brennstoffs wird in Juzbado (Provinz Salamanca) betrieben.
Bis Februar 2011 gab es ein Moratorium, keine neuen Kernreaktoren zu bauen. Allerdings wurde damals das Gesetz über nachhaltige Wirtschaft vom Senat verabschiedet, das die Verlängerung der Nutzungsdauer der Kernkraftwerke über 40 Jahre hinaus ermöglichte, falls vom Consejo de Seguridad Nuclear (CSN) („Rat für Nukleare Sicherheit“) genehmigt.
Neubaupläne wurden immer wieder verschoben und 1994 endgültig eingestellt.

## Entwicklung
Die wirtschaftliche Nutzung der Kernenergie in Spanien begann bereits zur Zeit der Franco-Diktatur. Das erste in Betrieb genommene Kernkraftwerk war 1968 der Druckwasserreaktor José Cabrera, eine Anlage mit kleiner Leistung von lediglich 150 Megawatt elektrisch sowie einem einzigen Dampferzeuger an einer einzigen Umwälzschleife. Es folgte 1971 der Siedewasserreaktor Garona mit 440 Megawatt elektrisch, bevor 1972 mit dem Kernreaktor Vandellos 1 ein Kernreaktor anderer Technologie (UNGG-Reaktor) mit einer elektrischen Nettoleistung von 480 MW ans Netz genommen wurde. In diesem Reaktor ereignete sich am 19. Oktober 1989 ein Feuer (Störfall der Stufe INES 3). Eine Reparatur der Schäden erschien unwirtschaftlich; er wurde endgültig stillgelegt.
1981 ging der Kernreaktor Almaraz 1 in Betrieb, 1983  Asco 1 in Katalonien und Almaraz 2, 1984 Cofrentes (Siedewasserreaktor), 1985 Asco 2, 1987 Vandellos 2 und 1988 Trillo.
All diese Reaktoren haben jeweils eine elektrische Leistung von rund 1.000 Megawatt. Außer dem Kernreaktor Cofrentes handelt es sich um Druckwasserreaktoren.
Der Bau des im Baskenland geplanten  Kernkraftwerks Lemóniz wurde nie vollendet, sondern 1983 von der spanischen Regierung gestoppt. Grund dafür waren Terroranschläge der pro-separatistischen baskischen Terrororganisation ETA.
In Retortillo (Salamanca) versucht der australische Bergbaukonzern Berkeley seit 2010, eine Genehmigung für eine Uranmine im Tagebau zu erhalten. Sie wäre die größte Uranmine in Westeuropa. Berkeley betreibt dort (Stand Juni 2020) bereits einen Tagebau, obwohl es noch nicht die erforderlichen Genehmigungen hat.
In Spanien stehen die Zeichen tendenziell auf Ausstieg aus der Kernenergie: Cabrera und Garona sind aus wirtschaftlichen Gründen stillgelegt; Neubau-Projekte sind seit dem Moratorium von 1983 nicht geplant.
Verstärkt hat sich dieser Trend nach dem Brand-Störfall von Vandellos 1 im Jahr 1989 und der Nuklearkatastrophe von Fukushima seit März 2011. Die vorhandenen Kernreaktoren in Spanien sollen weiter laufen, solange sie sicher und wirtschaftlich sind. Spanien hat im Jahr 2000 seine Uranminen geschlossen und den Rückbau begonnen.

## Liste der Kernkraftwerke in Spanien
| Name                  | Block | Reaktor- typ | Modell      | Status      | Leistung [MWe] | Leistung [MWe] | Therm. Leistung [MWt] | Bau- beginn | Erste Kritika- lität | Erste Netz- synchro- nisation | Kommer- zieller Betrieb (geplant) | Abschal- tung (geplant) | Ein- speisung [TWh] |
| Name                  | Block | Reaktor- typ | Modell      | Status      | Netto          | Brutto         | Therm. Leistung [MWt] | Bau- beginn | Erste Kritika- lität | Erste Netz- synchro- nisation | Kommer- zieller Betrieb (geplant) | Abschal- tung (geplant) | Ein- speisung [TWh] |
| --------------------- | ----- | ------------ | ----------- | ----------- | -------------- | -------------- | --------------------- | ----------- | -------------------- | ----------------------------- | --------------------------------- | ----------------------- | ------------------- |
| Almaraz               | 1     | PWR          | WH 3LP      | In Betrieb  | 1011 (900)     | 1049           | 2947                  | 03.07.1973  | 05.04.1981           | 01.05.1981                    | 01.09.1983                        | (11.2027)               | 295,37              |
| Almaraz               | 2     | PWR          | WH 3LP      | In Betrieb  | 1006 (900)     | 1044           | 2947                  | 03.07.1973  | 19.09.1983           | 08.10.1983                    | 01.07.1984                        | (10.2028)               | 292,62              |
| Ascó                  | 1     | PWR          | WH 3LP      | In Betrieb  | 995            | 1033           | 2941                  | 16.05.1974  | 16.06.1983           | 13.08.1983                    | 10.12.1984                        | (2030)                  | 284,97              |
| Ascó                  | 2     | PWR          | WH 3LP      | In Betrieb  | 997            | 1027           | 2941                  | 07.03.1975  | 11.09.1985           | 23.10.1985                    | 31.03.1986                        | (2031)                  | 279,24              |
| Cofrentes             | 1     | BWR          | BWR-6       | In Betrieb  | 1064 (939)     | 1102           | 3237                  | 09.09.1975  | 23.08.1984           | 14.10.1984                    | 11.03.1985                        | (11.2030)               | 303,05              |
| José Cabrera          | 1     | PWR          | WH 1LP      | Stillgelegt | 141 (153)      | 150            | 510                   | 24.06.1964  | 30.06.1968           | 14.07.1968                    | 13.08.1969                        | 30.04.2006              | 34,63               |
| Santa María de Garoña | 1     | BWR          | BWR-3       | Stillgelegt | 446 (440)      | 466            | 1381                  | 01.09.1966  | 05.11.1970           | 02.03.1971                    | 11.05.1971                        | 02.08.2017              | 126,98              |
| Trillo                | 1     | PWR          | PWR 3 loops | In Betrieb  | 1003 (990)     | 1066           | 3010                  | 17.08.1979  | 14.05.1988           | 23.05.1988                    | 06.08.1988                        | (2035)                  | 269,99              |
| Vandellòs             | 1     | GCR          | –           | Stillgelegt | 480            | 500            | 1670                  | 21.06.1968  | 11.02.1972           | 06.05.1972                    | 02.08.1972                        | 31.07.1990              | 53,63               |
| Vandellòs             | 2     | PWR          | WH 3LP      | In Betrieb  | 1047 (930)     | 1087           | 2941                  | 29.12.1980  | 14.11.1987           | 12.12.1987                    | 08.03.1988                        | (2034)                  | 264,32              |

1. ↑  BWR-6 (Mark 3)
2. ↑  Der Reaktor wurde am 6. Juli 2013 abgeschaltet (Suspended Operation Date); am 2. August 2017 wurde er dann endgültig stillgelegt (Permanent Shutdown), ohne dass er dazwischen noch einmal in Betrieb genommen wurde.

## Radioaktiver Abfall
Das Management radioaktiver Abfälle in Spanien wird von Grundsätzen und Konzepten geleitet, die im General Radioactive Waste Plan (GRWP, zuletzt aktualisiert im Dezember 2023) festgelegt sind. Der GRWP formuliert die Strategien und Aktivitäten für den Umgang mit radioaktiven Abfällen, einschließlich Stilllegung und Rückbau von kerntechnischen Anlagen sowie einer Analyse der wirtschaftlichen und finanziellen Anforderungen.
Sehr schwach, schwach und mittel radioaktive Abfälle werden in der Entsorgungseinrichtung El Cabril, in der Nähe von Córdoba, gelagert. Spanien hat sich für eine Politik des offenen Brennstoffkreislaufs entschieden, bei der abgebrannter Brennstoff nicht wiederaufbereitet wird und nach Zwischenlagerung in tiefe geologische Formationen endgelagert werden soll. In ähnlicher Weise wie die Niederlande entwickelt Spanien eine Zentrale Übergangslagerstätte (Almacén Temporal Centralizado. ATC), um abgebrannten Brennstoff an einem einzigen Standort zu lagern, bis ein tiefengeologisches Abfalllager gefunden, lizenziert, gebaut und betriebsbereit ist.
Im Juli 2012 gab die Regierung die Auswahl der Gemeinde Villar de Cañas als Standort für das ATC bekannt. Die Inbetriebnahme ist für das Jahr 2028 geplant.